# Formica aemula
Formica aemula är en myrart som beskrevs av Oswald Heer 1867. Formica aemula ingår i släktet Formica och familjen myror. Inga underarter finns listade i Catalogue of Life.